# Pimoa haden
Pimoa haden is een spinnensoort in de taxonomische indeling van de Pimoidae.
Het dier behoort tot het geslacht Pimoa. De wetenschappelijke naam van de soort werd voor het eerst geldig gepubliceerd in 1943 door Ralph Vary Chamberlin & W. Ivie.